# Weltonia
A Weltonia a porcos halak (Chondrichthyes) osztályának szürkecápa-alakúak (Hexanchiformes) rendjébe, ezen belül a szürkecápafélék (Hexanchidae) családjába tartozó fosszilis nem.

## Rendszerezés
A nembe az alábbi 2 fosszilis faj tartozik:
- †Weltonia ancistrodon Arambourg, 1952
- †Weltonia burnhamensis Ward, 1979

### Fordítás
- Ez a szócikk részben vagy egészben  a   Cow shark című angol Wikipédia-szócikk ezen változatának fordításán alapul.  Az eredeti cikk szerkesztőit annak laptörténete sorolja fel. Ez a jelzés csupán a megfogalmazás eredetét és a szerzői jogokat jelzi, nem szolgál a cikkben szereplő információk forrásmegjelöléseként.